# She Loves Me Not (film, 1934)
Pour les articles homonymes, voir She Loves Me Not.
Pour plus de détails, voir Fiche technique et Distribution.
She Loves Me Not est un film américain réalisé par Elliott Nugent, sorti en 1934.

## Fiche technique
- Titre : She Loves Me Not
- Réalisation : Elliott Nugent
- Scénario : Benjamin Glazer
- Photographie : Charles Lang
- Producteur : Benjamin Glazer
- Société de production : Paramount Pictures
- Montage : Hugh Bennett
- Pays de production :  États-Unis
- Format : Noir et blanc - 1,37:1 - Mono
- Genre : comédie
- Date de sortie : 31 août 1934

## Distribution
- Bing Crosby : Paul Lawton
- Miriam Hopkins : Curly Flagg
- Kitty Carlisle : Midge Mercer
- Edward J. Nugent : Buzz Jones
- Henry Stephenson : Dean Mercer
- Warren Hymer : Mugg Schnitzel
- Lynne Overman : Gus McNeal
- Judith Allen : Frances Arbuthnot
- George Barbier : J. Thorval Jones
- Henry Kolker : Charles M. Lawton
- Maude Turner Gordon : Mme Arbuthnot
- Ralf Harolde : J. B. Marshall
- Vince Barnett : Baldy Schultz